# Reggae
Reggae is een muzieksoort afkomstig uit Jamaica.  De religieuze en culturele stroming rastafari is nauw verbonden met reggae.
In november 2018 werd reggae toegevoegd aan de  lijst van het immaterieel cultureel erfgoed van UNESCO.

## Geschiedenis
Eerst was op Jamaica de Amerikaanse muziek erg populair. Later begonnen muzikanten zelf met muziek te experimenteren. Zo werd er ska gemaakt, daarna rocksteady, tot uiteindelijk in 1968 reggae werd gemaakt. Een van de bekendste ska-vertolkers zijn The Skatalites. Toen de ska iets langzamer werd sprak men van rocksteady. Zowel ska als rocksteady zijn vaak gebaseerd op soul- en rhythm-and-blues-nummers die met een andere ritmische basis gespeeld worden (onedrop en skank).
In de loop van de jaren 60 kreeg reggae bekendheid buiten Jamaica en boekten reggaeartiesten internationale hits. Pioniers waren onder meer Bob and Marcia, Desmond Dekker en The Pioneers.

## Soorten reggae
Er zijn veel verschillende soorten reggae. Het belangrijkste onderscheid wordt gemaakt tussen rootsreggae en wat men noemt commerciële reggae. Onder rootsreggae verstaat men de muziek die vanaf de jaren zeventig wordt gemaakt en die een sterke relatie heeft met rastafari. Bekende rootsreggae performers zijn Bob Marley, Black Uhuru, Peter Tosh, Burning Spear, Eek-A-Mouse, Bunny Livingston, King Kong en Freddy McGregor. Ook wordt roots vaak door groepen gezongen, dat is vocal harmony. Bekende voorbeelden hier zijn de Abyssinians, Israel Vibration en Culture.
Een aparte stroming binnen de reggae is de dub. Het gaat daarbij om remixes van nummers waarop bijna uitsluitend bas en drums te horen zijn, af en toe aangevuld met flarden geluid van andere instrumenten, of door geluidseffecten. Dub-versies werden gebruikt als achtergrondmuziek voor aankondigingen door diskjockeys, of als begeleiding voor toasters (toasten is de Jamaicaanse voorloper van rappen). Mensen als Lee Perry, King Tubby, Prince Jammy, Scientist, en de Mad Professor hebben deze stroming groot gemaakt.
'Commerciële' of moderne reggae wordt van de jaren 80 af steeds groter met de opkomst van raggamuffin en ragga. Later groeit dit uit tot de dancehall. Tegenwoordig is binnen de moderne reggae weer een sterke opleving van de roots met bijvoorbeeld Morgan Heritage en Luciano. Ook de dancehall (bijvoorbeeld Sean Paul) heeft met de conscious dancehall van onder andere Capleton, Sizzla, Sean Kingston, Babylon Circus, Junior Kelly, Damian Marley en Warrior King de roots herontdekt.

## Instrumenten
De belangrijkste instrumenten bij reggae zijn de bas en de drums. Samen leggen zij de basis van het nummer neer; de riddim. Een hihat accent op de tweede en vierde tel, in plaats van op de eerste en de derde, is kenmerkend voor een typisch reggae-drumritme. De 'kick' van de drummer komt op de 3e tel. Dit wordt vaak aangevuld met syncopische patronen op de snaredrum. De bas is in reggae prominenter aanwezig dan in de meeste andere muziekstijlen, vooral in de laagste frequenties.
Vaak is er een leadgitarist die met de bas en drum meespeelt. De slag-gitarist speelt de akkoorden in de kenmerkende reggaeslag, op de tweede en vierde tel. De naam 'reggae' is waarschijnlijk van dit geluid afgeleid. Het wordt ook wel skanking of strumming genoemd. Bij reggae-muziek worden er veel percussieinstrumenten gebruikt. Voorbeelden van percussie-instrumenten zijn de conga, bongo's, steeldrum en de triangel.

## Grote reggaehits
Enkele reggae-top-5-hits in Nederland:
- 1969: Desmond Dekker: Israelites (nr. 1)
- 1969: Mighty Sparrow & Byron Lee & The Dragonaires: Only a Fool (nr. 2)
- 1970: Jimmy Cliff: Wild world (nr. 3)
- 1971: Dave & Ansil Collins: Double Barrel (nr. 1)
- 1971: Greyhound: Black and white (nr. 2)
- 1975: Johnny Nash: Tears On My Pillow (nr. 5)
- 1977: Dillinger: Cokane In My Brain (nr. 1)
- 1978: 10cc: Dreadlock Holiday (nr. 1)
- 1978: Peter Tosh & Mick Jagger: Don't Look Back (nr. 1)
- 1982: Musical Youth: Pass the Dutchie (nr. 1)
- 1984: Clint Eastwood & General Saint: Stop That Train (nr. 3)
- 1984: Ruud Gullit: Not The Dancing Kind (nr. 4)
- 1984: Bob Marley: One Love/People Get Ready /Three little birds /No woman, no cry (nr. 3)
- 1985: UB40: I got you babe  (nr. 1)
- 1988: Revelation Time feat. Ruud Gullit: South Africa (nr. 4)
- 1992: Inner Circle Sweat (A La La La La Long) (nr. 1)